# دیار اجدادی (مجموعه تلویزیونی)
دیار اجدادی (اسپانیایی: Patria‎) مجموعه تلویزیونی اسپانیایی است که آیتور گابیلوندو آن را بر اساس رمان دیار اجدادی نوشتهٔ فرناندو آرامبورو ساخته‌است. این سریال توسط شرکت آلدئا مدیا ساخته شده و از شبکهٔ اچ‌بی‌او پخش می‌شود. این سریال داستان دو خانواده را می‌گوید که، با وجود رابطهٔ بسیار صمیمی‌شان در گذشته، در طی فعالیت‌های تروریستی سازمان اتا میانشان جدایی می‌افتد.
تریلر اولیهٔ این سریال ۱۲ مارس ۲۰۲۰ پخش شد. اما اکران سریال به‌خاطر شیوع بیماری کرونا به تعویق افتاد. تریلر دوم ۳۰ اوت ۲۰۲۰ منتشر شد. قسمت اول سریال در ۲۷ سپتامبر ۲۰۲۰ پخش خواهد شد.

## داستان
سریال دیار اجدادی اقتباس تلویزیونی رمانی به همان نام به قلم فرناندو آرامبورو است. مضمون اصلی داستان مربوط می‌شود به اثرات فعالیت‌های تروریستی اتا در سرزمین باسک اسپانیا که بر هر دو طرف درگیری‌ها تأثیر منفی می‌گذارد و زندگی خوش را از مردم می‌گیرد.
داستان در مورد دو خانواده است که در گذشته ازهم جدایی‌ناپذیر بودند. بیتوری و میرن، زن‌های دو خانواده، و چاتو و خوشیان، شوهرانشان، با آنکه از طبقات اجتماعی مختلف بودند، رابطه‌ای صمیمی‌تر از خانواده داشتند. اما پس از ترور چاتو، شوهر بیتوری، به دست تروریست‌های سازمان اتا همه‌چیز عوض می‌شود. بیتوری و بچه‌هایش با میرن (که پسرش عضو اتا شده) قطع رابطه می‌کنند.
داستان از روزی شروع می‌شود که اتا پایان فعالیت‌های مسلحانهٔ خود را اعلام می‌کند و بیتوری که سال‌ها پیش از روستایشان نقل‌مکان کرد، تصمیم می‌گیرد به آنجا برگردد تا به پاسخ سؤالاتی دربارۀ قتل شوهرش برسد. ماجراهای آن دوران و آن دو خانواده در خلال فلش‌بک‌ها و خاطرات این افراد بازگفته می‌شود.

## بازیگران و شخصیت‌ها

### اصلی
- النا ایروئتا، در نقش بیتوری: زنی که شوهرش توسط تروریست‌های سازمان اتا کشته می‌شود
- آنه گابارائین، در نقش میرن: دوست سابق بیتوری و مادر خوشه‌ماری که عضو سازمان اتا شده
- لورتو مائولئون، در نقش آرانچا: دختر میرن
- اِنِکو ساگاردوی، در نقش گورکا: پسر دیگر میرن که نویسنده است
- سوسانا آبایتوا، در نقش نره‌آ: دختر بیتوری و آرانچا
- میکل لاسکوراین، در نقش خوشیان: شوهر میرن
- خوسه رامون سورویس، در نقش چاتو: شوهر بیتوری که توسط سازمان اتا ترور می‌شود
- اینیگو آرانبری، در نقش شاویر: پسر بیتوری که پزشک است
- خون اولیبارس، در نقش خوشه‌ماری: پسر میرن و خوشیان که عضو سازمان اتا شده
- چچو سالگادو
- اورکو اولاسابال
- چما بلاسکو

### مکمل
- آلوار خورده‌خوئلا، در نقش خوانکار
- فرناندو گوایار، در نقش کیکه